# Liste der Kulturdenkmäler in Fachbach
In der Liste der Kulturdenkmäler in Fachbach sind alle Kulturdenkmäler der rheinland-pfälzischen Ortsgemeinde Fachbach aufgeführt. Grundlage ist die Denkmalliste des Landes Rheinland-Pfalz (Stand: 8. Dezember 2023).

## Denkmalzonen
| Bezeichnung                    | Lage                                                        | Baujahr                     | Beschreibung | Bild                           |
| ------------------------------ | ----------------------------------------------------------- | --------------------------- | --- | ------------------------------ |
| Denkmalzone Jüdischer Friedhof | östlich des Ortes am Osthang des Fachbachtals Lage          | Anfang des 19. Jahrhunderts | Waldlichtung mit etwa 25 Grabsteinen vom Anfang des 19. Jahrhunderts bis 1933                                                                                | weitere Bilder Fotos hochladen |
| Denkmalzone Nieverner Hütte    | südwestlich des Ortes auf der Insel Oberau in der Lahn Lage | 1671                        | 1671 begründete Eisenhütte auf der Insel Oberau mit der noch heute erhaltenen historischen Bausubstanz um 1860 einschließlich der Schleusen- und Hafenanlage | weitere Bilder Fotos hochladen |

## Einzeldenkmäler
| Bezeichnung         | Lage                                                | Baujahr                            | Beschreibung | Bild            |
| ------------------- | --------------------------------------------------- | ---------------------------------- | --- | --------------- |
| Schleusenwärterhaus | Koblenzer Straße 81 Lage                            | zweite Hälfte des 19. Jahrhunderts | Schleusenwärterhaus an der Brücke zur Insel Oberau (Nieverner Hütte); Walmdachbau, zweite Hälfte des 19. Jahrhunderts, eineinhalbgeschossiges Nebengebäude | Fotos hochladen |
| Villa               | Koblenzer Straße 100 Lage                           | um 1865                            | ehemalige Direktorenvilla der Nieverner Hütte; spätklassizistischer Putzbau, um 1865                                                                       | Fotos hochladen |
| Lahnbrücke          | zwischen Fachbach und Nievern im Zuge der K 65 Lage | 1928                               | einbogige Stahlbetonbrücke, 1928 | Fotos hochladen |